# Mar.na
Mar.na（マーナ）は、日本の女性シンガーソングライター。旧芸名は奥山マヨ、Sizuku、真里歌（まりか）。

## 略歴
2014年10月までAngel Noteに所属していた。主にPCゲームの主題歌を歌っている。以前は奥山マヨ、Sizukuという名義で活動していた。一時活動を休止していたが、2007年に真里歌に改名し復帰。ややハスキーでしっとりとした歌声を持ち、バラードやロックを得意とする。2015年からは真里歌名義とは別にMar.na名義でも活動していたが、2017年1月30日に名義をMar.naに統一して活動していくことを発表した。

## ディスコグラフィ

### 配信限定シングル
|     | 配信日        | タイトル         | 備考                         |
| --- | ------------- | ---------------- | ---------------------------- |
| 1st | 2015年6月18日 | トリニティ       |                              |
| 2nd | 2015年9月21日 | PARALLEL WATASHI |                              |
|     | 2017年1月25日 | Let's do it      | 映画『傷だらけの悪魔』挿入歌 |

### コンピレーション
2004年
- Love Story -Angel Note 1st Original Album- （3月31日 / AKCI-26009 / KNS Entertainment）
- SPIRAL! -Hayashigumi Best Collection 0- （12月10日 / HGREC-001 / 林組）

2005年
- GIRLSブラボー second season イメージヴォーカルアルバム （3月24日 / LACA-5373 / Lantis）
- Angelic Gift -Angel Note BEST COLLECTION- （4月27日 / LHCA-5008 / Mellow Head）
- 英雄×魔王 サウンドトラック （4月27日 / AKCI-26031 / KNS Entertainment）
- GWAVE 2005 1st Impact （12月23日 / IMAE-00007 / iMA ENTERTAINMENT）

2006年
- Utopia -Angel Note BEST COLLECTION II- （8月23日 / LHCA-5051 / Mellow Head）
- ANGEL SOUND COMPLETE 魔法天使シリーズコンプリートサウンドトラック （10月27日 / RSNREC-001 / RaSeN）

2007年
- プリマヴェール ヴォーカルコレクション （9月28日 / ele-a004 / Escu:de）

2008年
- BE NUTS ABOUT ANGELS -Angel Note BEST COLLECTION IV- （6月27日 / SRL-1001 / Star Rose Label）
- エスクードヴォーカルコレクション vol.1 （8月15日 / ELE-A005 / Escu:de）
- Sing Song Swing -Angel Note BEST COLLECTION V- （8月29日 / SRL-1002 / Star Rose Label）

2009年
- Evolution -それは舞い散る桜のように 完全版 アレンジバージョン- （1月30日 / BS2009-01M1 / BasiL）
- るいは智を呼ぶ ORIGINAL SOUND TRACK （5月1日 / AM-0003 / ARIEL WAVE）
- ANGEL BOOK Vol.1 （6月5日 / SRL-1003 / Star Rose Label）
- Heartful Moment -Angel Note Best Collection VI- （8月28日 / SRL-1004 / Star Rose Label）

2010年
- 神楽奏 Vol.01 （4月23日 / DWE-001～2 / でぼの巣製作所）
- Providence -Angel Note Best Collection Volume VII- （5月28日 / SRL-1005 / Star Rose Label）
- コミュ-黒い竜と優しい王国- ORIGINAL SOUND TRACK （7月21日 / 	KIZC-4001～3 / ディファレンシア）
- Sisters Alcot Vocal collection. Vol.3 （8月13日 / Alcot-AV-005 / ALcot）
- Chu×Chuアイドる2 SOUND TRACKS （10月29日 / SPUS-21810~1 / ソフパル）
- るいは智を呼ぶ Music Collection －明日のむこうに視える風－ （12月22日 / KICA-1494 / ディファレンシア）

2011年
- あかべぇそふとつぅ 5years Anniversary Song Collection （1月31日 / DIFE-1001～3 / ディファレンシア）
- ORANGE CANDY BOX -Angel Note Best Collection Volume VIII- （5月6日 / SRL-1006 / Star Rose Label）

2013年
- Venus Voice -Angel Note Best Collection Volume IX- （3月29日 / SRL-1007 / Star Rose Label）

2014年
- でぼの巣製作所 ボーカルコレクション Vol.1 （4月25日 / でぼの巣製作所）
- ハロー・レディ！ ORIGINAL SOUND TRACK （5月23日 / DIFE-1023～4 / ディファレンシア）

2015年
- AKABEiSOFT2&Sisters Vocal Collection （4月24日 / DIFE-1025 / ディファレンシア）
- project lights Best Collection -Vol.02- （10月25日 / PLCC-1006 / project lights）

2016年
- 銀色、遥か Vocal Collection （8月26日 / TWCD-0013 / tone work's）
- La Ballata （10月30日 / PLCC-1009 / project lights）

### 非売品・特典シングル
2004年
- 和姦家族 マキシシングル （3月26日 / HG-007S / 林組）

2008年
- Maria ～天使のキスと悪魔の花嫁～ Original Soundtrack CD （1月25日 / RIRYKA-08011 / TAIL WIND）
- るいは智を呼ぶ VOCAL CD （6月26日 / AW-1002 / 暁WORKS）

2009年
- りんかねーしょん☆新撰組っ！ りんかね☆MaxiシングルCD （6月26日 / LBR-002S / りぷる）
- あっぷりけ＆暁ワークス ピアノアレンジアルバム「The piano which plays memory」 （8月14日 / app-102 / あっぷりけ）
- 神楽道中記 オリジナルサウンドトラック （8月14日 / DEBO-09004 / でぼの巣製作所）
- ANGEL NAVIGATE vocal maxi CD （9月18日 / AACD-1002 / Aries）
- ANGEL NAVIGATE ORIGINAL SOUND TRACK （12月27日 / AACD-1003 / Aries）
- Stellar☆Theater ボーカルアルバム （12月27日 / RST-0002 / Rosebleu）
- コミュ -黒い竜と優しい王国- Orchestra Arrange Album （12月29日 / AW-1007 / 暁WORKS）

2011年
- 闇夜に踊れ 主題歌 + BGM DISC （5月27日 / YAT-0003T / Yatagarasu）

2012年
- 俺の彼女のウラオモテ コンプリートサウンドトラック （4月27日 / AACD-1007 / Aries）

2013年
- ナイものねだりはもうお姉妹 コンプリートサウンドトラック （4月26日 / AACD-1008 / Aries）
- フレラバ オリジナルマキシシングル （6月28日 / SMEE）

2014年
- Aries 5th Anniversary OPENING SONG COLLECTION （8月15日 / AACD-1012 / Aries）
- フレラバ ミニファンディスク＆フルサウンドトラック （8月15日 / LPTN-0018 / SMEE）
- Passage! Original SoundTrack -Memory of Passage- （9月26日 / GIGA-140927 / GIGA）
- あかべぇそふとつぅ10周年記念ベストソングCD エレクトロニックミュージックアレンジver. （12月28日 / AKA-1024 / あかべぇそふとつぅ）
- あかべぇそふとつぅ10周年記念ベストソングCD ジャズロック&シャッフルアレンジver. （12月28日 / AKA-1025 / あかべぇそふとつぅ）

2016年
- タラレバ コンプリートサウンドトラック （5月27日 / AACD-1014 / Aries）
- SMEE Vocal Collection "My Pure Cafeteria" （8月12日 / LPTN-0026 / SMEE）
- 銀色、遥か オリジナルサウンドトラック （8月26日 / TWCD-0011～2 / tone work's）

## 楽曲

### CMソング
- オリヂナル TVCM 母娘三代「ももの花」篇（2016年）[4]

### ゲームボーカル
2003年
- 片翼の天使 (Witch)
  - OP主題歌『見えない翼』
    - 歌・作詞：奥山マヨ / 作曲・編曲：Angel Note

2004年
- 和姦家族 (林組)
  - OP主題歌『君にあえるよ』、ED主題歌『笑顔に会える場所』
    - 歌：奥山マヨ / 作詞・作曲：Angel Note
- 突撃天使かのん (RaSeN)
  - OP主題歌『トビラ～明日への地図』
    - 歌・作詞：奥山マヨ / 作曲・編曲：古池孝浩（Angel Note）
- 幽明境を異にする (美遊)
  - OP主題歌『過去と夢』
    - 歌・作詞：Sizuku / 作曲：Angel Note

2005年
- 英雄×魔王 (Escu:de)
  - OP主題歌『鼓動』
    - 歌・作詞：SIZUKU / 作曲・編曲：Angel Note

2007年
- 彗聖天使プリマヴェールZwei (Escu:de)
  - ED主題歌『星屑の天使』
    - 作詞：真里歌 / 作曲・編曲：椎名俊介（Angel Note）

2008年
- Maria〜天使のキスと悪魔の花嫁〜 (TAIL WIND)
  - ED主題歌『碧い約束』
    - 作詞：真里歌 / 作曲・編曲：不知火つばさ（Angel Note）
- るいは智を呼ぶ (暁WORKS)
  - OP主題歌『絆』
    - 作詞・作曲：真里歌 / 編曲：井ノ原智（Angel Note）

2009年
- Stellar☆Theater (Rosebleu)
  - グランドED主題歌『next to...』
    - 作詞：AlAi / 作曲・編曲：内藤侑史＆山田屋カズ＜BAL＞（Angel Note）
- クレナイノツキ (ALcotハニカム)
  - ED主題歌『秋陽』
    - 作詞：真里歌 / 作曲・編曲：椎名俊介（Angel Note）
- 神楽道中記 （でぼの巣製作所）
  - OP主題歌『キラリ』
    - 作詞：真里歌 / 作曲・編曲：不知火つばさ（Angel Note）
- コミュ - 黒い竜と優しい王国 - （暁WORKS）
  - OP主題歌『内なる雨』
    - 作詞：真里歌 / 作曲・編曲：井ノ原智（Angel Note）
- ANGEL NAVIGATE （Aries）
  - ED主題歌『道標』
    - 作詞：真里歌 / 作曲・編曲：椎名俊介（Angel Note）

2010年
- ココロの住処 （Yatagarasu）
  - OP主題歌『アイという名の地図』
    - 作詞：真里歌 / 作曲・編曲：井ノ原智（Angel Note）
- すぷらっしゅ! （アトリエかぐや）
  - OP主題歌『水色ステージ』
    - 作詞：真里歌 / 作曲・編曲：椎名俊介（Angel Note）
- るいは智を呼ぶファンディスク -明日のむこうに視える風- （暁WORKS）
  - ED主題歌『見えない明日へ』
    - 作詞：真里歌 / 作曲・編曲：佐々倉マコト（Angel Note）

2011年
- さくら色カルテット （アトリエかぐや）
  - 挿入歌『その先へ』
    - 作詞：真里歌 / 作曲・編曲：椎名俊介（Angel Note）
- 闇夜に踊れ -Witch wishes to commit te Night- （Yatagarasu）
  - OP主題歌『闇夜の彼方』
    - 作詞：真里歌 / 作曲・編曲：井ノ原智（Angel Note） / ギター：鈴木ルヒカ（Angel Note）

2012年
- 俺の彼女のウラオモテ (Aries)
  - OP主題歌『Knowing』
    - 作詞：真里歌 / 作曲・編曲：	Meis Clauson（Angel Note）

2013年
- ナイものねだりはもうお姉妹 （Aries）
  - テーマソング『Find The Gate』
    - 作詞：真里歌 / 作曲・編曲：Meis Clauson（Angel Note）

  - OP主題歌『Practice』
    - 作詞：真里歌 / 作曲・編曲：椎名俊介（Angel Note）

  - 挿入歌『道標-2013 arrange ver.-』
    - 作詞：真里歌 / 作曲：椎名俊介（Angel Note） / 編曲：井ノ原智（Angel Note）
- フレラバ 〜Friend to Lover〜 （SMEE） 
  - OP主題歌『quantum jump』
    - 作詞：真里歌 / 作曲・編曲：	Meis Clauson（Angel Note）
- 一番じゃなきゃダメですかっ？ （Rosebleu） 
  - ED主題歌『シグナル』
    - 作詞：アマヤドリ雫 / 作曲・編曲：ユージ・ナイトー（Angel Note）
- 俺の彼女のウラオモテ〜Pure Sweet Heart〜  （Aries、Alchemist）
  - OP主題歌『merging point』
    - 作詞：真里歌 / 作曲・編曲：Meis Clauson（Angel Note）

2014年
- ハロー・レディ！ （暁WORKS）
  - OP主題歌『Soul Release』
    - 作詞：真里歌 / 作曲・編曲：	Meis Clauson（Angel Note）

  - ED主題歌『Hello Lady』
    - 作詞：中山♥マミ / 作曲・編曲：椎名俊介（Angel Note）

  - 挿入歌『Truth and Light』
    - 作詞：真里歌 / 作曲・編曲：BAL＜ユージ・ナイトー、山田屋カズ＞（Angel Note）
- 神楽道中記・想 （でぼの巣製作所）
  - OP主題歌『キラリ』
    - 作詞：真里歌 / 作曲・編曲：不知火つばさ（Angel Note）
- パサージュ！～passage of life～ （戯画）
  - OP主題歌『Beginning Moment』
    - 作詞：真里歌 / 作曲・編曲：青田新名（Angel Note）

2015年
- PSV Friend to Lover ～フレラバ～ （SMEE 、加賀クリエイト）
  - 初回版同梱CD収録曲『quantum jump ピアノアレンジVer.』
    - 作詞：真里歌 / 作曲：Meis Clauson（Angel Note）
- すみれ （ねこねこソフト）
  - OP主題歌『Sleeping Pretend』
    - 作詞：kaoru / 作曲・編曲：maru（in:Lay）
- ナルキッソス-スミレ- （ステージなな）
  - OP主題歌『半分の魔法』
    - 作詞：kaoru / 作曲・編曲：丸山公詳
- Narcissu 10th Anniversary Anthology Project （ステージなな、Sekai Project）
  - テーマソング『Dear friend』
  - 作詞：kaoru / 作曲・編曲：丸山公詳

2016年
- タラレバ ～as in What if stories～ （Aries）
  - ED主題歌『If』
    - 作詞：真里歌 / 作曲：maru（in:Lay）	 / 編曲：maru、oku
- 銀色、遥か （tone work's）
  - 挿入歌『夢の季節へ』
    - 作詞：魁 / 作曲・編曲：どんまる

### 作詞提供
2009年
- りんかねーしょん☆新撰組っ！  （りぷる）
  - ED主題歌『Together on Starry Night』
    - 歌：榊原ゆい / 作曲・編曲：森まもる（Angel Note）

2010年
- るいは智を呼ぶファンディスク （暁WORKS）
  - 挿入歌『未来へのドア』
    - 歌：佐本二厘 / 作曲・編曲：井ノ原智（Angel Note）
- Chu×Chuアイドる2 （ユニゾンシフト・アクセント）
  - 挿入歌『ありがとうの花束』
    - チューア・チュラム(榊原ゆい) / 作曲・編曲：井ノ原智（Angel Note）

2011年
- ユユカナ -under the Starlight- （NanaWind）
  - OP主題歌『約束』
    - 歌：Rita / 作曲・編曲：不知火つばさ（Angel Note）